# Mareotis Fossae
Mareotis Fossae és un grup de fossae (canals) del quadrangle Arcadia de Mart, situat a 44 ° de latitud nord i 75,3 ° de longitud oest. Té uns 1.860 km de longitud i va rebre el nom d’un tret albedo situat a 32 N, 96 O.